# Lycenchelys sarsii
 Lycenchelys sarsii és una espècie de peix de la família dels zoàrcids i de l'ordre dels perciformes.

## Morfologia
- Els mascles poden assolir 20 cm de longitud total.[4][5]

## Alimentació
Menja poliquets, crustacis i bivalves.

## Depredadors
És depredat per Molva dipterygia.

## Hàbitat
És un peix marí i d'aigües profundes que viu entre 150-600 m de fondària.

## Distribució geogràfica
Es troba a l'Atlàntic nord: el Canadà, Groenlàndia, Islàndia, Noruega, Rússia, Gran Bretanya i Suècia.

## Costums
És de costums bentònics.

## Observacions
És inofensiu per als humans.